# Семанишин, Николай Алексеевич
Николай Алексеевич Семанишин (1909, село Пийло, теперь Калушского района Ивано-Франковской области — 1944, современная Польша) — украинский советский деятель, подпольщик КПЗУ, заместитель председателя Калушского райисполкома, председатель Войниловского райисполкома Станиславской области. Депутат Верховного Совета СССР 1-го созыва от Станиславской области (в 1940—1944 годах).

## Биография
Родился в бедной крестьянской семье. С двенадцатилетнего возраста батрачил, работал на лесопильном заводе)в городе Брошнев, на железной дороге в городе Калуше.
Член Коммунистической партии Западной Украины (КПЗУ) с 1930 года. Имел партийный псевдоним Дильмас.
Один из организаторов забастовки рабочих рудника «ТЕСП» (в 1931), антивоенной демонстрации тружеников Калуша и окружающих сел (в 1932 году). В 1933 году — секретарь Калушского районного комитета КПЗУ.
За революционную деятельность неоднократно арестовывался польской властью и привлекался к судебной ответственности. Сидел в тюрьмах Станислава, Стрыя и Тарнова. В феврале 1938 года в связи с амнистией досрочно освобожден, вернулся в город Калуш.
После присоединения Западной Украины в сентябре 1939 года принимал активное участие в деятельности советских органов власти. 22 октября 1939 года избран депутатом народного собрания Западной Украины.
С января 1940 года — заместитель председателя исполнительного комитета Калушского районного совета депутатов трудящихся Станиславской области. В 1941 году — председатель исполнительного комитета Войниловского районного совета депутатов трудящихся Станиславской области.
Во время Великой Отечественной войны эвакуирован в восточные районы СССР, затем был задействован в советском партизанском движении. С января по май 1944 года служил комиссаром партизанского соединения имени Хрущева, которое действовало на территории Волыни, Белоруссии и Польши. Погиб в бою на польской территории.
Именем Николая Семанишина была названа улица в городе Калуше (в 1991 году — переименована).